# 丹維爾 (馬里蘭州亞利加尼縣)
丹維爾（英語：Danville）是位於美國馬里蘭州亞利加尼縣的一個普查規定居民點。

## 人口
根據2020年美國人口普查的數據，丹維爾的面積為2.96平方千米，當中陸地面積為2.96平方千米，而水域面積為0.00平方千米。當地共有人口224人，而人口密度為每平方千米75.68人。